# Karolina Kaczmarek
Karolina Kaczmarek (ur. 12 marca 1987 w Ostrowie Wielkopolskim) – polska koszykarka występująca na pozycjach niskiej lub silnej skrzydłowej, obecnie zawodniczka TS Ostrovii Ostrów Wielkopolski.

## Osiągnięcia
Stan na 10 października 2018.
Drużynowe
- Awans do PLKK z Ostrovią Ostrów Wielkopolski (2016)[1]

Reprezentacja
- Wicemistrzyni Europy U–20 (2005)
- Uczestniczka kwalifikacji do mistrzostw Europy:
  - U–18 (2004)
  - U–16 (2003)